# Echeveria rubromarginata
Echeveria rubromarginata är en fetbladsväxtart som beskrevs av Joseph Nelson Rose. Echeveria rubromarginata ingår i släktet Echeveria och familjen fetbladsväxter. Inga underarter finns listade i Catalogue of Life.